# Denise Borino-Quinn
Denise Borino-Quinn (6 de janeiro de 1964 – 27 de outubro de 2010) foi uma atriz de televisão norte-americana, mais conhecida pelo seu papel recorrente como a personagem Ginny Sacramoni, a esposa do chefe da máfia de Nova York, Johnny Sack, na série de televisão The Sopranos. O peso de sua personagem levou à uma reviravolta no enredo.